# Alte cariche dello Stato del Regno Unito
Alte cariche dello Stato del Regno Unito è la traduzione della definizione inglese di Great Offices of the State utilizzata per individuare le quattro cariche più rilevanti all'interno del sistema governativo del Regno Unito. Esse sono il Primo Ministro, il Cancelliere dello Scacchiere, il Segretario di Stato per gli Affari Esteri e del Commonwealth e il Segretario di Stato per gli Affari Interni (Home Secretary).
Secondo la tradizione quando il Primo Ministro nomina i ministri dopo la sua elezione o dopo un rimpasto i primi nomi ad essere annunciati sono quelli dei ministri dei Great Offices. Nella recente tradizione costituzionale,  tali incarichi sono ricoperti tendenzialmente  i membri della Camera dei Comuni: Prima di David Cameron nel 2022,  l'ultimo Pari d'Inghilterra che ha occupato un'alta carica fu Lord Carrington, Segretario agli Affari Esteri dal 1979 al 1982. L'ex-primo ministro James Callaghan fu l'unico a ricoprire una volta tutte e quattro le cariche.

## Le attuali alte cariche
Dall'insediamento del governo Starmer, le alte cariche del governo britannico risultano essere:
- Primo Ministro: Sir Keir Starmer
- Cancelliere dello Scacchiere: Rachel Reeves
- Segretario di Stato per gli Affari Esteri e del Commonwealth: David Lammy
- Segretario di Stato per gli Affari Interni: Yvette Cooper.

## Le alte cariche e le donne
Durante l'intera storia politica del Regno Unito, soltanto dieci donne hanno ricoperto una delle quattro Alte cariche dello Stato:
- Margaret Thatcher, Primo Ministro dal maggio 1979 al novembre 1990 (prima donna nella storia);
- Margaret Beckett, Segretario di Stato per gli Affari Esteri e del Commonwealth dal giugno 2006 al giugno 2007 (prima donna nella storia);
- Jacqui Smith, Segretario di Stato per gli Affari Interni dal giugno 2007 al giugno 2009 (prima donna nella storia);
- Theresa May, Segretario di Stato per gli Affari Interni dal maggio 2010 al luglio 2016 e Primo Ministro dal luglio 2016 al luglio 2019;
- Amber Rudd, Segretario di Stato per gli Affari Interni dal luglio 2016 all’aprile 2018;
- Priti Patel, Segretario di Stato per gli Affari Interni dal 24 luglio 2019 al 6 settembre 2022;
- Liz Truss,  Segretario di Stato per gli Affari Esteri e del Commonwealth dal 15 settembre 2021 al 6 settembre 2022 e Primo Ministro dal 6 settembre 2022 al 25 ottobre 2022;
- Suella Braverman, Segretario di Stato per gli Affari Interni dal 6 settembre 2022 al 19 ottobre 2022 e dal 25 ottobre 2022 al 13 novembre 2023;
- Rachel Reeves, Cancelliere dello Scacchiere dal 5 luglio 2024 (prima donna nella storia);
- Yvette Cooper, Segretario di Stato per gli Affari Interni dal 5 luglio 2024.

## L'importanza politica delle Alte cariche
Al di là delle rilevanti funzioni esercitate nell'azione di governo, le Alte cariche assumono un preciso ruolo di tipo politico: sono infatti assegnate alle personalità di "peso" del partito di maggioranza oppure ad alleati vicini al Primo Ministro. Spesso i Primi Ministri sono stati avvicendati dal detentore di una delle altre tre Alte cariche; ad esempio:
- Nel 1955 Winston Churchill fu sostituito da Anthony Eden, suo Segretario di Stato per gli Affari Esteri e del Commonwealth;
- Nel 1976 Harold Wilson fu sostituito da James Callaghan, suo Segretario di Stato per gli Affari Esteri e del Commonwealth;
- Nel 1990 Margaret Thatcher fu sostituita da John Major, suo Cancelliere dello Scacchiere;
- Nel 2007 Tony Blair fu sostituito da Gordon Brown, suo Cancelliere dello Scacchiere;
- Nel 2016 David Cameron fu sostituito da Theresa May, suo Segretario di Stato per gli Affari Interni;
- Nel 2022 Boris Johnson fu sostituito da Liz Truss, suo Segretario di Stato per gli Affari Esteri e del Commonwealth.